# Daniel Goodfellow
Daniel Goodfellow (Cambridge, 19 de outubro de 1996) é um saltador britânico, especialista na plataforma, medalhista olímpico. 

## Carreira

### Rio 2016
Goodfellow representou seu país nos Jogos Olímpicos de Verão de 2016, na qual conquistou uma medalha de bronze na plataforma sincronizada com Tom Daley.